# Nightflyers (Fernsehserie)
Nightflyers ist eine US-amerikanische Fernsehserie des Senders Syfy, die auf dem gleichnamigen Buch von George R. R. Martin aus dem Jahr 1980 basiert, sich aber stark an dessen erster Verfilmung aus dem Jahr 1987 orientiert. International ist die Serie seit dem 1. Februar 2019 beim Streaminganbieter Netflix abrufbar, der auch als Koproduzent an der Serie beteiligt ist.
Im Februar 2019 stellte Syfy die Serie nach einer Staffel ein.

## Handlung
Im Jahr 2093 begibt sich ein Team von Wissenschaftlern auf eine Reise in den Weltraum an Bord eines modernen Schiffes namens Nightflyer, um den ersten Kontakt mit außerirdischen Lebensformen herzustellen.

## Besetzung und Synchronisation
Die deutsche Synchronisation wurde von der Digital Media Technologie (DMT) erstellt. Verantwortlich für die Dialogregie war Martin May, das Dialogbuch schrieben Satria Anthony Sudarbo und Christos Topulos.

### Hauptbesetzung
| Rolle           | Schauspieler       | Synchronsprecher        |
| --------------- | ------------------ | ----------------------- |
| Karl D’Branin   | Eoin Macken        | Tobias Diakow           |
| Roy Eris        | David Ajala        | Martin May              |
| Melantha Jhirl  | Jodie Turner-Smith | Jannika Jira            |
| Rowan           | Angus Sampson      | Jens Wendland           |
| Thale           | Sam Strike         | Tim Kreuer              |
| Lommie Thorne   | Maya Eshet         | Leoni Kristin Oeffinger |
| Auggie          | Brían F. O’Byrne   | Marek Erhardt           |
| Agatha Matheson | Gretchen Mol       | Jennifer Böttcher       |

### Wiederkehrende Darsteller
| Rolle          | Schauspieler    | Synchronsprecher |
| -------------- | --------------- | ---------------- |
| Murphy         | Phillip Rhys    | Yannik Raiss     |
| Tobis          | Gwynne McElveen |                  |
| Joy D'Branin   | Zoe Tapper      | Nadine Schreier  |
| Tessia         | Miranda Raison  | Dorothee Sturz   |
| Cynthia        | Josette Simon   | Katja Brügger    |
| Hartley Suczek | Youssef Kerkour | Daniel Welbat    |

## Episodenliste
| Nr. | Deutscher Titel            | Originaltitel           | Erstausstrahlung USA | Deutschsprachige Erstveröffentlichung (D/A/CH) | Regie           | Drehbuch                                                 | Zuschauer (USA) |
| --- | -------------------------- | ----------------------- | -------------------- | ---------------------------------------------- | --------------- | -------------------------------------------------------- | --------------- |
| 1   | Was wir zurückließen       | All That We Left Behind | 2. Dez. 2018         | 1. Feb. 2019                                   | Mike Cahill     | Jeff Buhler                                              | 0,623 Mio.      |
| 2   | Fackeln und Heugabeln      | Torches and Pitchforks  | 3. Dez. 2018         | 1. Feb. 2019                                   | Andrew McCarthy | Daniel Cerone                                            | 0,414 Mio.      |
| 3   | Der Abgrund blickt in dich | The Abyss Stares Back   | 4. Dez. 2018         | 1. Feb. 2019                                   | Nick Murphy     | Lindsay Sturman                                          | 0,390 Mio.      |
| 4   | Weißes Kaninchen           | White Rabbit            | 5. Dez. 2018         | 1. Feb. 2019                                   | Maggie Kiley    | Brian Nelson                                             | 0,319 Mio.      |
| 5   | Grauschwinge               | Greywing                | 6. Dez. 2018         | 1. Feb. 2019                                   | M. J. Bassett   | Terry Matalas & Christopher Monfette Idee: Daniel Cerone | 0,470 Mio.      |
| 6   | Das heilige Geschenk       | The Sacred Gift         | 9. Dez. 2018         | 1. Feb. 2019                                   | Andrew McCarthy | Jeff Buhler                                              | 0,424 Mio.      |
| 7   | Übertragung                | Transmission            | 10. Dez. 2018        | 1. Feb. 2019                                   | Damon Thomas    | David Schneiderman                                       | 0,303 Mio.      |
| 8   | Wiedergeburt               | Rebirth                 | 11. Dez. 2018        | 1. Feb. 2019                                   | Mark Tonderai   | Michael Golamco                                          | 0,312 Mio.      |
| 9   | Der Sonne zu nah           | Icarus                  | 12. Dez. 2018        | 1. Feb. 2019                                   | Stefan Schwartz | Amy Louise Johnson                                       | 0,274 Mio.      |
| 10  | Was uns blieb              | All That We Have Found  | 13. Dez. 2018        | 1. Feb. 2019                                   | Mark Tonderai   | Jeff Buhler                                              | 0,420 Mio.      |